# Broktjärnen (Tännäs socken, Härjedalen)
Broktjärnen är en sjö i Härjedalens kommun i Härjedalen och ingår i Ljusnans huvudavrinningsområde. Sjön har en area på 0,107 kvadratkilometer och ligger 845,7 meter över havet. Broktjärnen ligger i Rogen Natura 2000-område.

## Delavrinningsområde
Broktjärnen ingår i det delavrinningsområde (693104-131962) som SMHI kallar för Ovan 692871-131737. Medelhöjden är 924 meter över havet och ytan är 15,92 kvadratkilometer. Räknas de 3 avrinningsområdena uppströms in blir den ackumulerade arean 37,18 kvadratkilometer. Mysklan (Övre Mysklan) som avvattnar avrinningsområdet har biflödesordning 2, vilket innebär att vattnet flödar genom totalt 2 vattendrag innan det når havet efter 415 kilometer. Avrinningsområdet består mestadels av skog (53 procent) och kalfjäll (42 procent). Avrinningsområdet har 0,72 kvadratkilometer vattenytor vilket ger det en sjöprocent på 4,5 procent.